# رادو بيتريسكو
رادو ماريان بيتريسكو (من مواليد 12 نوفمبر 1982) هو حكم كرة قدم روماني يحكم في دوري الدرجة الأولى الروماني . و أعتبر حكماً دوليا لدى الفيفا منذ عام 2012، ويصنف كحكم من الدرجة الأولى والصف الأول في الاتحاد الأوروبي لكرة القدم . 

## مسيرته التحكيمية
في عام 2007، بدأ بيتريسكو في التحكيم فيالدوري الروماني . كانت أول مباراة له كحكم في 10 أغسطس 2007 بين ميوفيني وفاسلوي .  شغل منصب الحكم في 2015 وحكم كأس السوبر الروماني 2018 ونهائي كأس الدوري الروماني 2017 ونهائي كأس رومانيا 2019 وكأس السوبر الروماني 2020.
وفي عام 2012، تم وضعه ضمن قائمة حكام الفيفا . أدار أول مباراة دولية له في 4 يونيو 2016 بين سلوفاكيا وأيرلندا الشمالية . أدار مباراتين في دوري نجوم قطر خلال موسم 2015–16 ، بالإضافة إلى تحكيمه نهائي كأس مصر 2019 بين الزمالك وبيراميدز. 

## الروابط الخارجية
- الملف الشخصي في موقع WorldFootball.net
- الملف الشخصي في موقع EU-Football.info